# Обертојринген
Обертојринген (њем. Oberteuringen) општина је у њемачкој савезној држави Баден-Виртемберг. Једно је од 23 општинска средишта округа Бодензе. Према процјени из 2010. у општини је живјело 4.462 становника. Посједује регионалну шифру (AGS) 8435045.

## Географски и демографски подаци
Обертојринген се налази у савезној држави Баден-Виртемберг у округу Бодензе. Општина се налази на надморској висини од 451 метра. Површина општине износи 20,1 km². У самом мјесту је, према процјени из 2010. године, живјело 4.462 становника. Просјечна густина становништва износи 222 становника/km².